# Betcave-Aguin
Betcave-Aguin (gaskognisch: Vathcave e Aguin) ist eine französische Gemeinde mit 91 Einwohnern (Stand 1. Januar 2022) im Département Gers in der Region Okzitanien. Sie gehört zum Arrondissement Auch und zum Kanton Val de Save. Die Bewohner nennen sich Betcaviens/Betcaviennes.

## Geografie
Die Gemeinde Betcave-Aguin liegt rund 24 Kilometer südöstlich von Auch im Süden des Départements Gers. Sie besteht aus Weilern, zahlreichen Streusiedlungen und Einzelgehöften. Der Fluss Lauze durchquert die Gemeinde in nördlicher Richtung. Betcave-Aguin grenzt im Norden an Tachoires, im Osten an Simorre, im Südosten an Villefranche, im Süden an Meilhan, im Südwesten an Bellegarde und im Westen an Moncorneil-Grazan.

## Geschichte
Aguin und Betcave gehörten von 1793 bis 1801 zum District L’Isle Jourdain und zum Kanton Simorre. Von 1801 bis 1926 waren sie dem Arrondissement Lombez und sind seit 1926 dem Arrondissement Auch zugeteilt und gehörten von 1801 bis 2015 zum Wahlkreis (Kanton) Lombez. Im Jahr 1821 vereinigten sich die Gemeinden Aguin (1821: 134 Einwohner) und Betcave (1821: 203 Einwohner) zur heutigen Gemeinde.

## Bevölkerungsentwicklung
| Jahr                                                    | 1962 | 1968 | 1975 | 1982 | 1990 | 1999 | 2006 | 2011 | 2020 |
| Einwohner                                               | 107  | 92   | 81   | 73   | 88   | 80   | 102  | 97   | 90   |
| Quellen: Cassini Aguin, Cassini Betcave-Aguin und INSEE |      |      |      |      |      |      |      |      |      |

## Sehenswürdigkeiten
- Kirche Saint-Pierre in Betcave
- Kapelle Sainte-Eulalie in Aguin
- drei Wegkreuze
- Gedenkplatte für die Gefallenen[3]

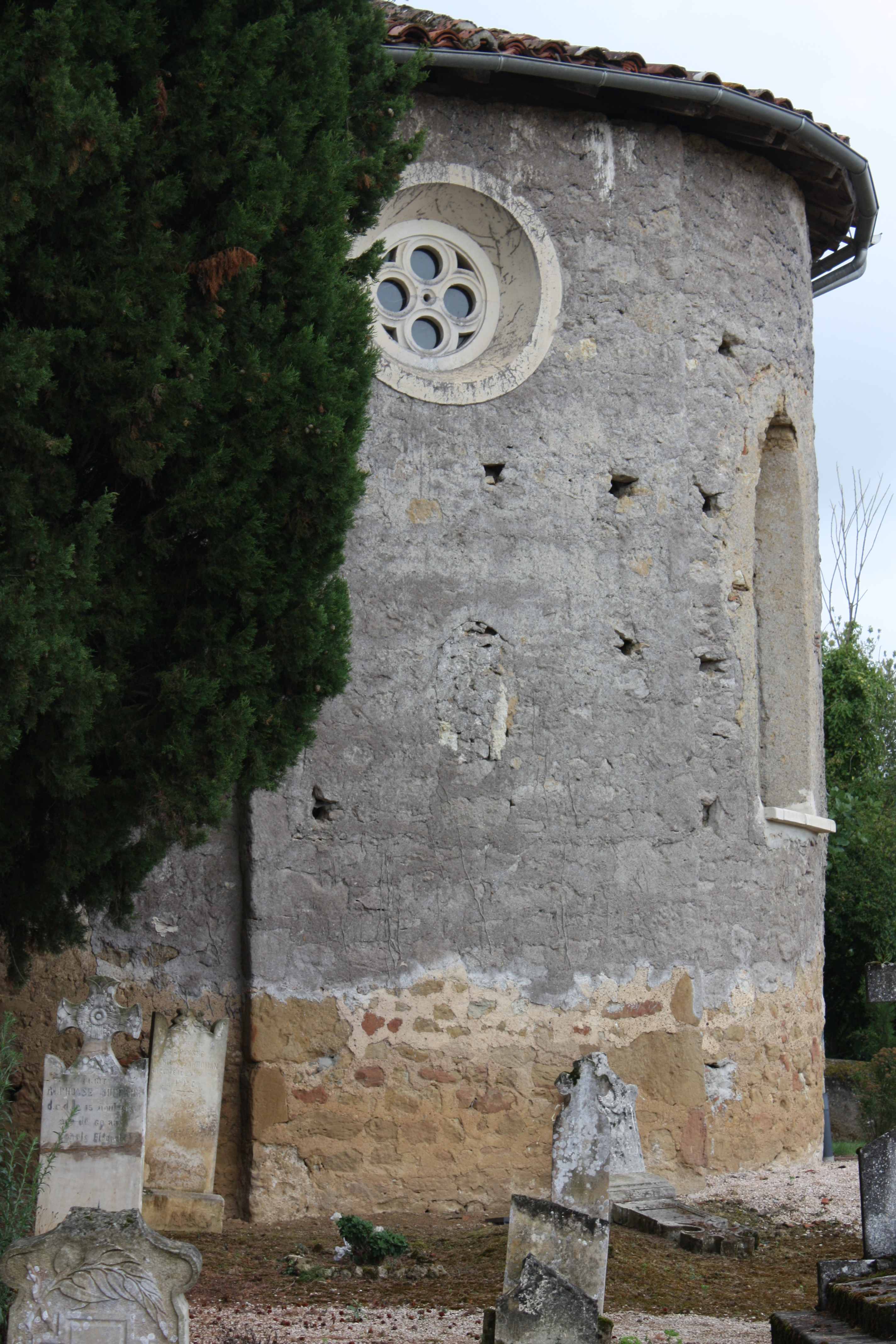
Apsis der Kirche Saint-Pierre
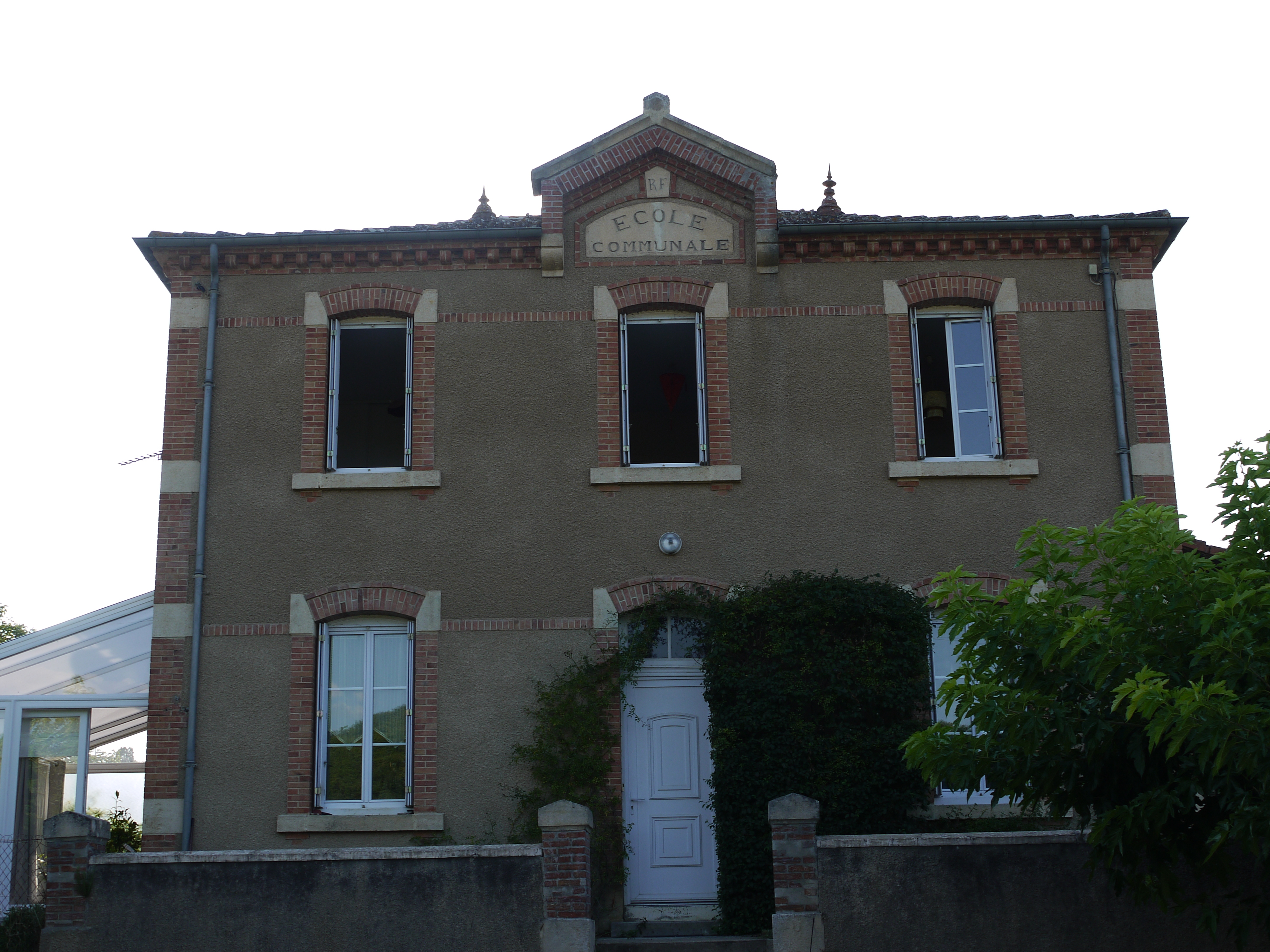
Kommunale Schule
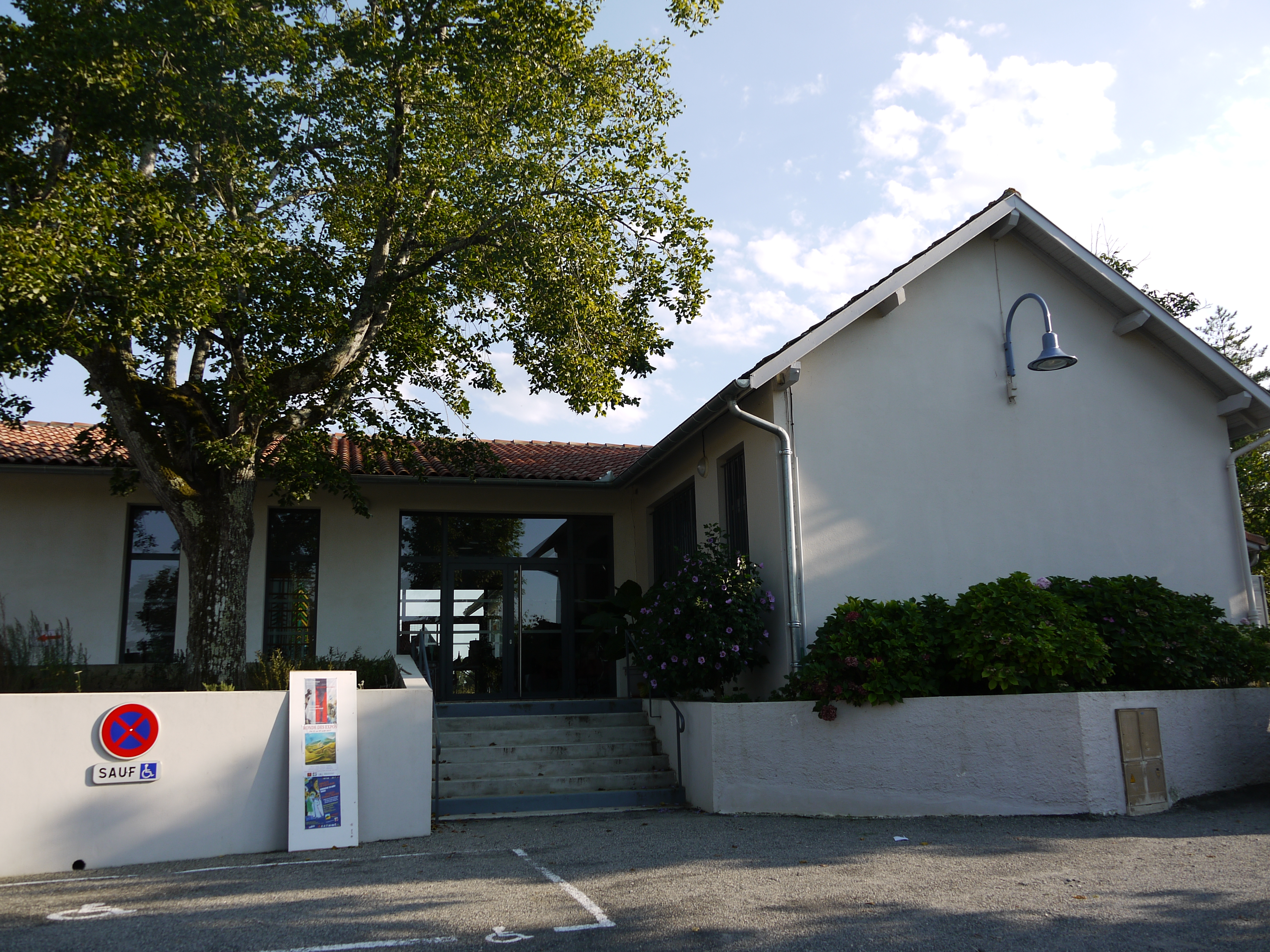
Gemeindefesthalle
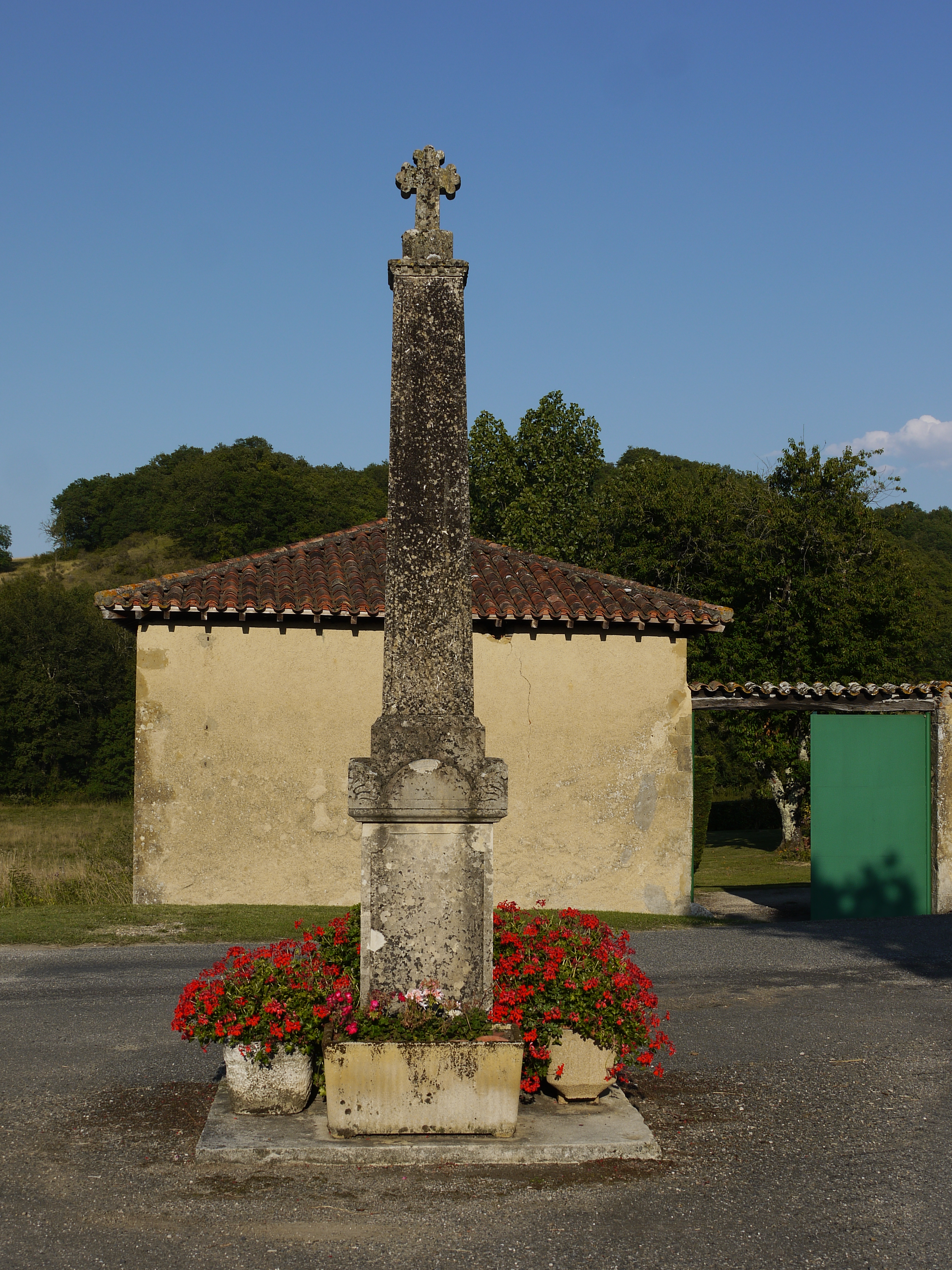
Eines der Wegkreuze